# Ніколь Кабелль
Ніколь Кабелль (англ. Nicole Cabell; нар. 17 жовтня 1977, Лос-Анджелес, США) — американська оперна співачка (сопрано). У 2005 році перемогла у конкурсі «Кардіффські голоси».

## Життєпис
У сезоні 2009-2010 Ніколь Кабелл дебютувала у Метрополітен-опера.